# Стрижівська сільська рада (Любарський район)
Стрижівська сільська рада (раніше — Старо-Любарська (Стрижівська) сільська рада) — колишня адміністративно-територіальна одиниця та орган місцевого самоврядування у Любарському і Дзержинському районах Житомирської і Бердичівської округ, Вінницької й Житомирської областей Української РСР та України з адміністративним центром у с. Стрижівка.

## Населені пункти
Сільській раді були підпорядковані населені пункти:
- с. Стрижівка
- с. Іванківці
- с. Старий Любар

## Населення
Кількість населення ради станом на 1923 рік становила 1 938 осіб, кількість дворів — 468.
Відповідно до перепису населення СРСР, станом на 17 грудня 1926 року, чисельність населення ради становила 2 009 осіб, з них за статтю: чоловіків — 927, жінок — 1 082, етнічний склад: українців — 1 720, росіян — 126, євреїв — 39, поляків — 120, інших — 4. Кількість господарств — 452.
Відповідно до результатів перепису населення СРСР, кількість населення ради станом на 12 січня 1989 року становила 3 823 особи.
Станом на 5 грудня 2001 року, відповідно до перепису населення України, кількість мешканців сільської ради становила 3 611 осіб.

## Склад ради
Рада складалася з 20 депутатів та голови.

### Керівний склад сільської ради
| ПІБ                          | Основні відомості                                                 | Дата обрання | Дата звільнення |
| ---------------------------- | ----------------------------------------------------------------- | ------------ | --------------- |
| Кузьмінський Віктор Іванович | Сільський голова, 1975 року народження, освіта, безпартійний      | 26.03.2006   | 31.10.2010      |
| Кузьмінський Віктор Іванович | Сільський голова, 1975 року народження, освіта вища, безпартійний | 31.10.2010   |                 |

Примітка: таблиця складена за даними джерела

## Історія
Створена 1923 року як Старо-Любарська (Стрижівська) сільська рада, в складі передмістя містечка Любар Стрижівки, фільварку Іванківці, хуторів Войтків, Гінгольда, Курдино, Лямчика, Рогальського та Семенюка Любарської волості Полонського повіту Волинської губернії. Станом на 17 грудня 1926 року х. Лямчика значився в підпорядкуванні Старолюбарської сільської ради Любарського району. На 1 жовтня 1941 року хутори Войтків, Гінгольда, Курдино, Рогальського та Семенюка не перебували на обліку населених пунктів.
Станом на 1 вересня 1946 року сільська рада входила до складу Любарського району Житомирської області, на обліку в раді перебували с. Стрижівка та х. Іванківці.
11 січня 1960 року, відповідно до рішення Житомирського облвиконкому № 2 «Про зміни в адміністративно-територіальному поділі сільських рад в районах області», підпорядковано с. Провалівка ліквідованої Провалівської сільської ради Любарського району. 8 травня 1961 року, відповідно до рішення Житомирського облвиконкому № 425 «Про зміни в адміністративно-територіальному поділі Стрижівської і Пединківської сільських рад Любарського району», підпорядковано с. Гринівці Пединківської сільської ради, с. Провалівка передане до складу Пединківської сільської ради Любарського району. 7 січня 1963 року, відповідно до рішення Житомирського облвиконкому № 16 «Про об'єднання та ліквідацію деяких сільських і селищних рад», до складу ради включено села Громада і Старий Любар ліквідованої Старолюбарської сільської ради Дзержинського району, с. Гринівці підпорядковане Пединківській сільській раді Дзержинського району.
На 1 січня 1972 року сільська рада входила до складу Любарського району Житомирської області, на обліку в раді перебували села Громада, Іванківці, Старий Любар та Стрижівка.
18 травня 1994 року, відповідно до рішення Житомирської обласної ради «Про утворення Громадської сільської ради Любарського району», в с. Громада створено окрему Громадську сільську раду Любарського району.
Виключена з облікових даних 17 липня 2020 року. Територію та населені пункти ради, відповідно до розпорядження Кабінету Міністрів України № 711-р від 12 червня 2020 року «Про визначення адміністративних центрів та затвердження територій територіальних громад Житомирської області», включено до складу Любарської селищної територіальної громади Житомирського району Житомирської області.
Входила до складу Любарського (7.03.1923 р., 4.01.1965 р.) та Дзержинського (30.12.1962 р.) районів.